# Irwiniella tomentosa
Irwiniella tomentosa är en tvåvingeart som först beskrevs av Becker 1914.  Irwiniella tomentosa ingår i släktet Irwiniella och familjen stilettflugor. Inga underarter finns listade i Catalogue of Life.